# Rob Dieperink
Rob Dieperink (Borculo, 18 april 1988) is een Nederlands voetbalscheidsrechter. Hij is in dienst van de KNVB en leidt voornamelijk wedstrijden in de Eredivisie.
Op 9 maart 2012 leidde Dieperink zijn eerste professionele wedstrijd op het tweede niveau. De wedstrijd tussen Telstar en Go Ahead Eagles eindigde in een 2–0 overwinning voor de uitspelende ploeg. Dieperink deelde vier gele kaarten uit. Het seizoen 2011/12 sloot hij af met de volgende getallen: hij was scheidsrechter in drie competitiewedstrijden en gaf daarin twaalfmaal een gele kaart. Dat komt neer op een gemiddelde van vier gele kaarten per wedstrijd. Op zaterdag 4 november 2017 maakte Dieperink zijn debuut als scheidsrechter in de Eredivisie. Hij floot het duel tussen Excelsior en Roda JC in de elfde speelronde van de Eredivisie. Dit duel eindigde in 1–0 voor Excelsior, waarin Dieperink in de zesendertigste minuut Mikhail Rosheuvel direct rood gaf.
In april 2024 werd hij gekozen als een van de videoscheidsrechters die actief zouden zijn op het EK 2024 in Duitsland.